# Garra litanensis
 Garra litanensis és una espècie de peix cipriniforme de la família dels ciprínids que es troba a l'Índia.